# Liste de journaux au Pérou
Le plus vieux des journaux au Pérou est El Peruano qui a été fondé par Simón Bolívar le 22 octobre 1825. Malgré le statut officiel d' El Peruano de journal de référence, il ne possède pas le tirage le plus important parmi les journaux péruviens. El Comercio, basé à Lima et fondé le 7 mai 1839, est l'un des journaux les plus importants du Pérou. C'est aussi le plus vieux journal privé du pays. La famille Miró Quesada contrôle la majorité des parts d' El Comercio. 

## Liste de journaux
- Siège du journal El Comercio, dans le centre historique de Lima.Ajá - Lima
- Los Andes
- El Bocón - Lima
- El Chino - Lima
- El Comercio
- La Crónica

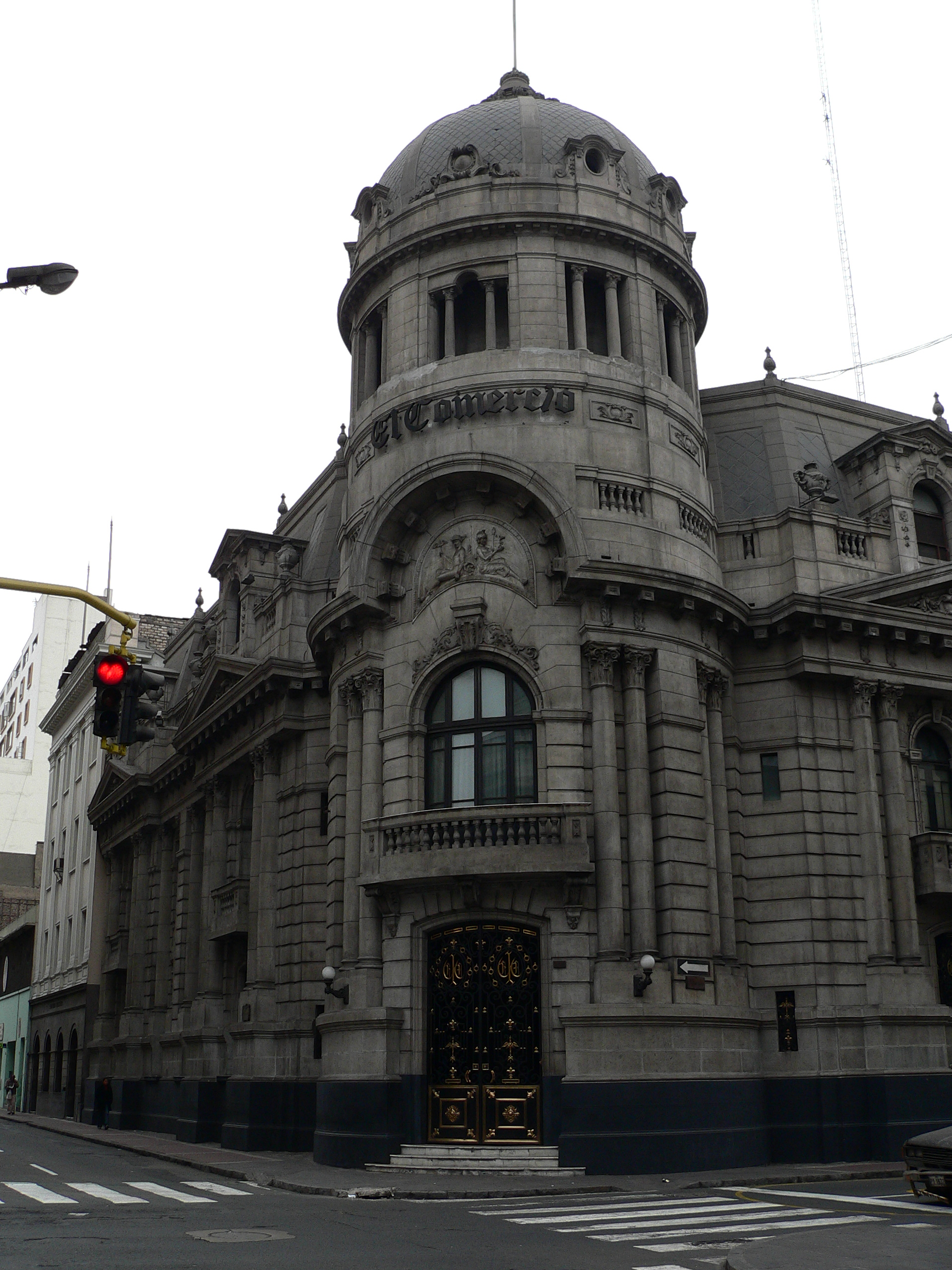
Siège du journal El Comercio, dans le centre historique de Lima.

- Cronicawan - Premier journal en langue quechua distribué au niveau national
- Diario El Callao
- Diario Correo - Lima
- Diario del Cusco - Cusco
- Expreso
- Gestion
- Hoy - Huánuco
- La Industria (Chiclayo)
- La Industria (Trujillo)
- Ojo
- Perú 21
- Première édition d'El Peruano, 1825.El Peruano
- El Popular - Lima
- La Primera - Lima
- La Razón - Lima
- La República
- El Tiempo (Peru)
- La Tribuna

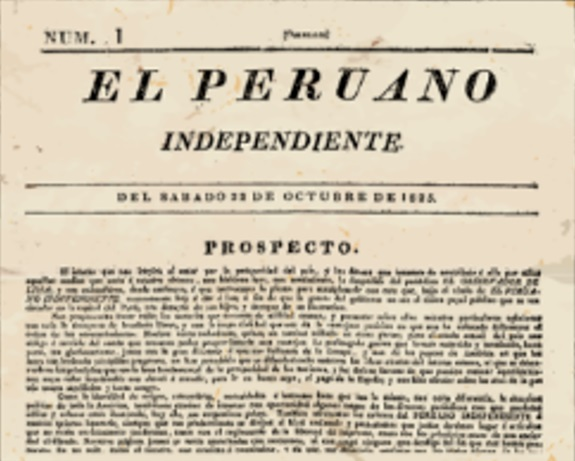
Première édition dEl Peruano, 1825.

- Últimas Noticias (Valle Jequetepeque)

## Journaux disparus

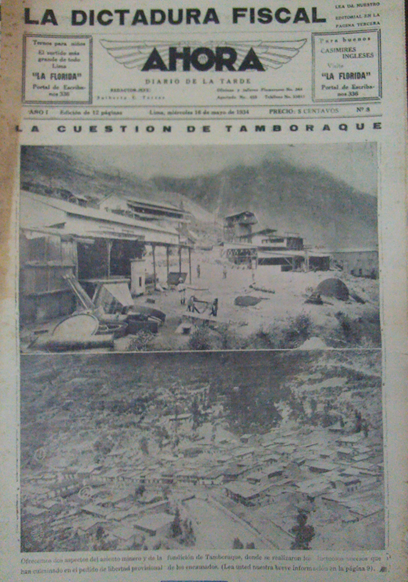
Diario Ahora, de Lima.

- Diario Ahora, de Lima.Diario Ahora (Lima)
- Gaceta de Lima
- La Industria de Piura
- Mercurio Peruano
- Los Parias, 1904-1910
- La Prensa (Peru), 1903-1984
- La Razón (Peru), créé en 1919
- Última Hora (Peru), 1950-1992
- La Unión (Peru)
- La Voz de Chincha, créé en 1924